# جیامپیرو بونیپرتی
جیامپیرو بونیپرتی (به ایتالیایی: Giampiero Boniperti) بازیکن فوتبال اهل ایتالیا بود 

## تیم ملی
از سال ۱۹۴۷ میلادی عضو تیم ملی فوتبال ایتالیا بوده و در ۳۸ بازی ملی حضور داشته‌است. او در بازی‌های ملی‌اش ۸ گل به ثمر رساند.
جیامپیرو بونیپرتی آخرین بازی ملی خود را در سال ۱۹۶۰ میلادی انجام داد. وی در تاریخ ۱۷ ژوئن ۲۰۲۱ و در سن ۹۲ سالگی به دلیل ایست قلبی درگذشت.